# Sendlinger Straße 56

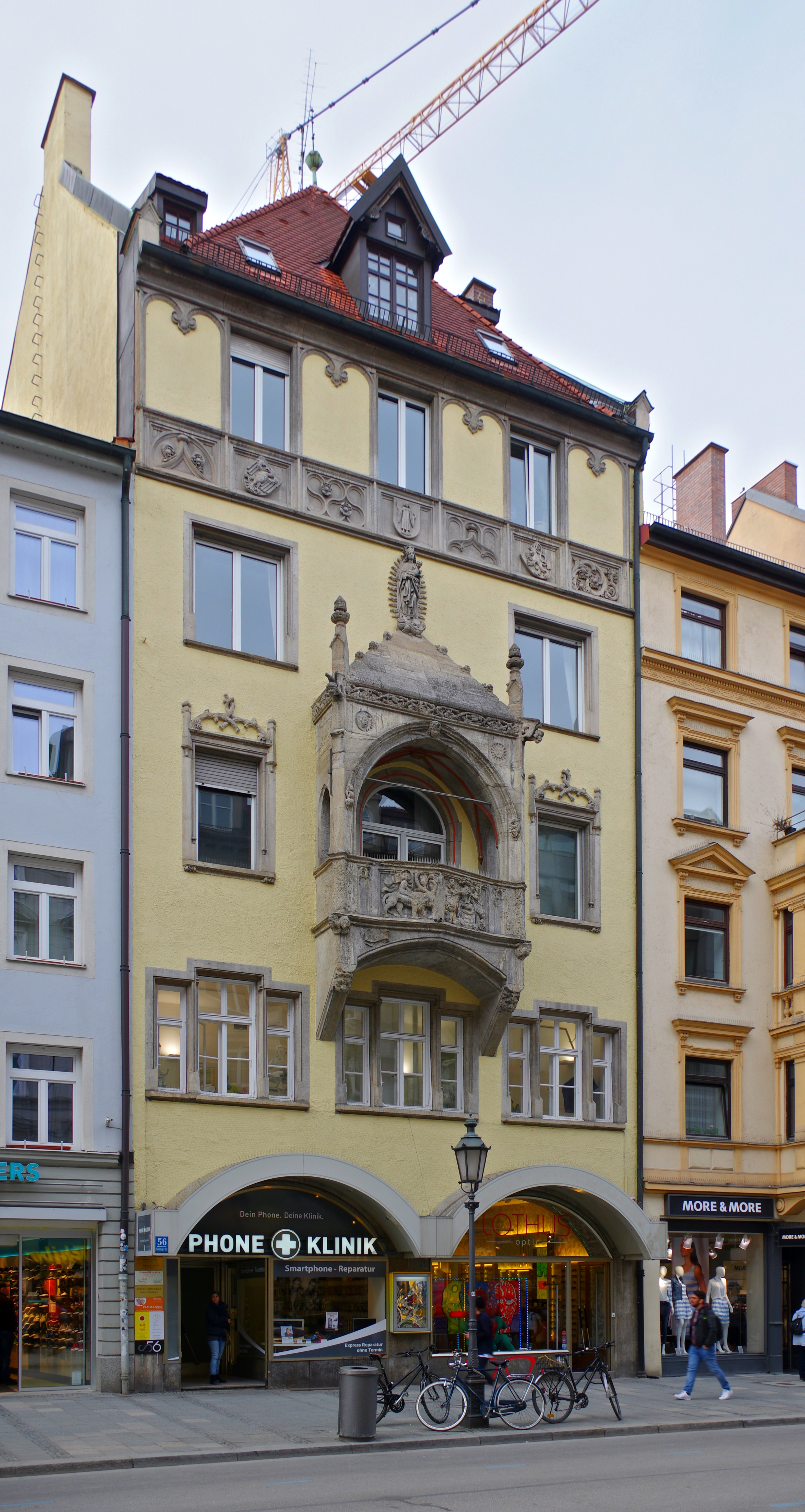
Haus Sendlinger Straße 56 in München

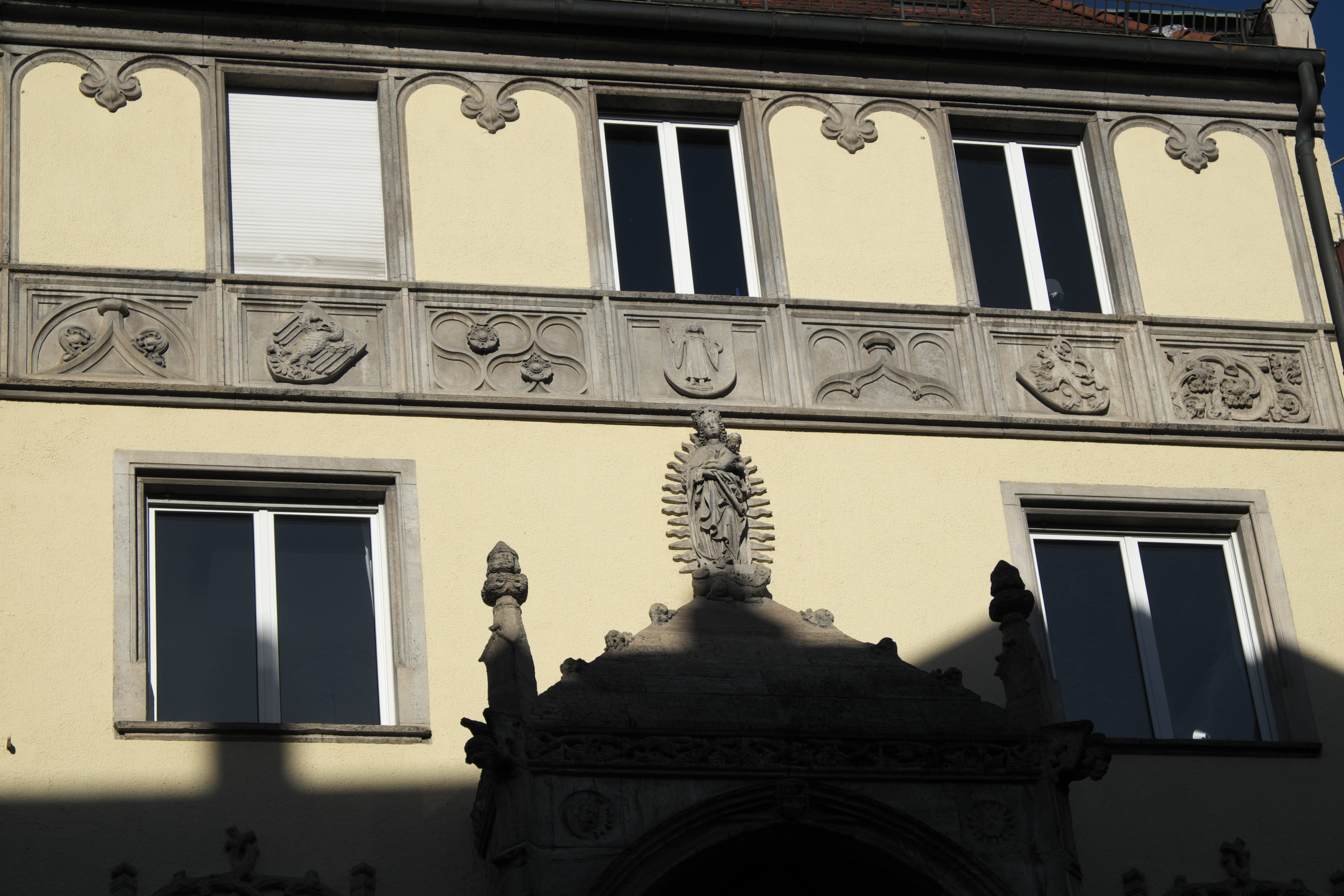
Skulptur Madonna mit Kind an der Fassade

Das Wohn- und Geschäftshaus Sendlinger Straße 56 in der Münchner Altstadt wurde 1899 errichtet. Das Gebäude in der Sendlinger Straße ist als Baudenkmal in die Bayerische Denkmalliste eingetragen.
Der fünfgeschossige, neugotische Walmdachbau wurde nach Plänen des Architekten Max Ostenrieder errichtet. Er ist mit reicher Natursteingliederung und rippengewölbter Loggia in einem prächtigen Erker versehen.